# Storchenturm (Gunzenhausen)

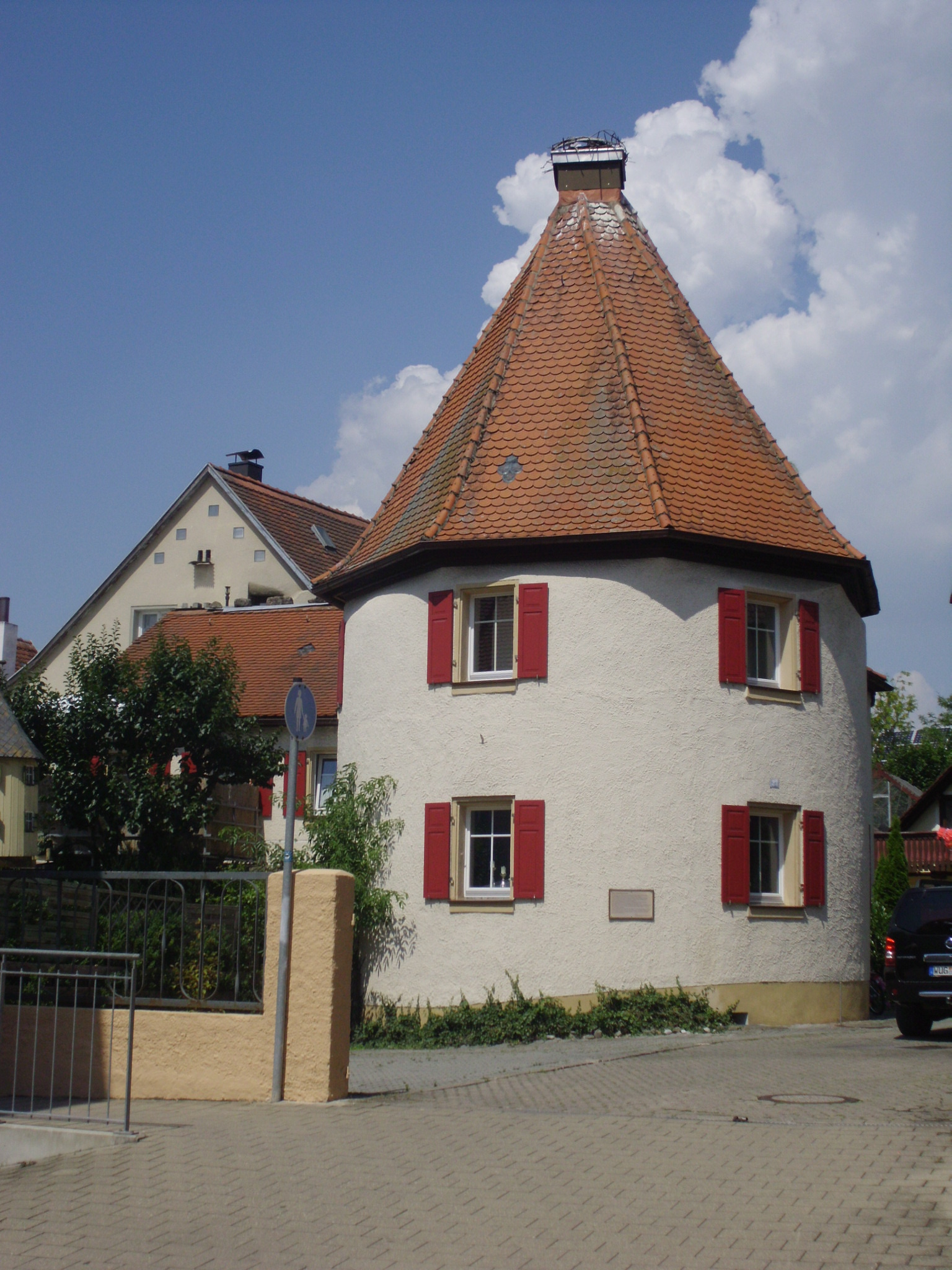
Der Storchenturm im Juli 2012

Der Storchenturm, historisch auch Dreibrüderturm, ist ein Bestandteil der ehemaligen Stadtbefestigung von Gunzenhausen im mittelfränkischen Landkreis Weißenburg-Gunzenhausen. Das Gebäude ist unter der Denkmalnummer D-5-77-136-111 als Baudenkmal in die Bayerische Denkmalliste eingetragen. Der Storchenturm steht am südöstlichsten Teil der Gunzenhäuser Altstadt. Die postalische Adresse lautet Sonnenstraße 23.
Das Gebäude wurde um 1450 errichtet und 1665 erstmals als „Drey-Brüder-Turm erwähnt“. Der Ursprung des Namens ist nicht bekannt. Das  Bauwerk wurde im Dreißigjährigen Krieg stark zerstört; der Turm war vermutlich ursprünglich doppelt so hoch. Er ist zweigeschossig und besitzt ein Zeltdach. 1749 erwarb der Bierbrauer und Wirt Michael Störzer den Storchenturm, der unter Einfügung eines Nebenbaus zum Wohngebäude umgebaut wurde. 1801 erwarb Peter Uhlmann den Turm und führte darin einen Gastbetrieb. Seit 1869 ist der Storchenturm im Familienbesitz der Familie Uhlmann-Fischer.